# Christian Fandango Sundgren
Lars Christian Fandango Sundgren, född 24 oktober 1992 i Högalids församling, Stockholms län, är en svensk skådespelare. Han är utbildad vid Calle Flygares Teaterskola.
Sundgren fick ett publikt genombrott 2023 när han medverkade i TV-serierna Händelser vid vatten, Ondskan och En helt vanlig familj. Gemensamt för de tre rollerna var att han porträtterade osympatiska figurer. Han har även medverkat i filmen Gryning från 2019.
Christian spelar Ferdinand i Sveriges Radio Dramas nytolkning av Shakespeares Stormen, skriven av Nanna Olasdotter Hallberg. Stormen hade premiär i januari 2025.

## Filmografi (i urval)
- 2019 – Gryning
- 2020 – Cryptid (TV-serie)
- 2021 – Eagles (TV-serie)
- 2022 – Thunder in My Heart (TV-serie)
- 2023 – Händelser vid vatten (TV-serie)
- 2023 – Ondskan (TV-serie)
- 2023 – Barracuda Queens (TV-serie)
- 2023 – En helt vanlig familj (TV-serie)
- 2024 – Stormskärs Maja